# الأمين العام للحزب الشيوعي الصيني
الأمين العام للجنة المركزية للحزب الشيوعي الصيني هو رئيس من الحزب الشيوعي الصيني وأعلى مسؤول في جمهورية الصين الشعبية. ينتخب أعضاء اللجنة الدائمة للمكتب السياسي الشيوعي اسمياً.
الأمين العام الحالي هو شي جين بينغ الذي تولى منصبه في 15 نوفمبر 2012 وأعيد انتخابه مرتين في 25 أكتوبر 2017 و23 أكتوبر 2022. وهو ثاني شخص يحكم البلاد لأكثر من فترتين بعد ماو تسي تونغ الذي شغل منصب الرئيس من عام 1943 حتى وفاته عام 1976.

## التاريخ
أنشئت اللجنة المركزية الثانية عشرة للحزب الشيوعي الصيني هذا المنصب في عام 1982، ليحل محل منصب رئيس الحزب الشيوعي الصيني. منذ انشائه في عام 1982 أصبح منصب الأمين العام هو أعلى منصب في الحزب الشيوعي الصيني ولكنه لم يصبح المنصب الأقوى حتى تقاعد دينج شياو بينج في عام 1990.
منذ منتصف التسعينيات شغل جيانغ زيمين منصب الأمين العام وتقلديًا منصب رئيس الصين أيضًا. في حين أن الرئاسة منصب شرفي، إلا أنه جرت العادة أن يتولى الأمين العام الرئاسة لتأكيد أنه هو رأس الدولة. بالإضافة إلى ذلك يشغل الأمين العام أي منصب رئيس اللجنة العسكرية المركزية أي القائد الأعلى لجيش التحرير الشعبي.

## السلطات والمنصب
صلاحيات وأدوار الأمين العام غامضة ولا توجد فترة زمنية محددة أو قواعد لاختياره. بما أن الصين دولة نظام الحزب الواحد فإن الأمين العام له لسلطة المطلقة على الدولة والحكومة، وهو عادة ما يعتبر «الزعيم الأوحد» للصين. ولكن فإن معظم الأشخاص الذين شغلوا هذا المنصب حتى شي جين بينغ كانوا ذوي سلطة أقل بكثير من ماو تسي تونغ.
وفقًا لدستور الحزب الشيوعي الصيني فإن الأمين العام بحكم منصبه في عضو اللجنة الدائمة للمكتب السياسي. وفقًا للوائح الحزب الشيوعي الصيني، فإن الأمين العام مسؤول عن عقد اجتماعات المكتب السياسي واللجنة الدائمة للمكتب السياسي. بالإضافة إلى ذلك، يرأس الأمين العام الأمانة العامة. يحدد الأمين العام أيضًا موضوعات اجتماعات اللجنة المركزية والمكتب السياسي واللجنة الدائمة للمكتب السياسي.